# Деленик
Деленик (на гръцки: Δελενίκι, Деленики) е малка река в Източен Пелион (Пилио), Гърция.

## Път
Реката извира в планината Пелион, северно под връх Айдонаки (1537 m). Тече най-общо в североизточна посока. Минава южно от градчето Загора и се влива в Бяло море веднага южно от село Хоревто.